# Aplidium meridianum
Aplidium meridianum är en sjöpungsart som först beskrevs av Sluiter 1906.  Aplidium meridianum ingår i släktet Aplidium och familjen klumpsjöpungar.
Artens utbredningsområde är Södra Ishavet. Inga underarter finns listade i Catalogue of Life.